# Riedelia monophylla
Riedelia monophylla là một loài thực vật có hoa trong họ Gừng. Loài này được Karl Moritz Schumann miêu tả khoa học đầu tiên năm  1904.

## Phân bố
Loài này được tìm thấy ở cao độ 700 m trên dãy núi Torricelli ở Kaiser-Wilhelmsland (nay là tỉnh Sandaun, Papua New Guinea). Mẫu vật điển hình: F.R.R. Schlechter 14326, do Rudolf Schlechter thu thập tháng 4 năm 1902.